# Metaphycus gontsharenkoi
Metaphycus gontsharenkoi är en stekelart som beskrevs av Trjapitzin och Khlopunov 1976. Metaphycus gontsharenkoi ingår i släktet Metaphycus och familjen sköldlussteklar.
Artens utbredningsområde är Vietnam. Inga underarter finns listade i Catalogue of Life.